# Rosicrucian Fellowship
A The Rosicrucian Fellowship (magyarul: Rózsakeresztes Közösség) szervezetet Max Heindel (1865–1919) alapította 1909-ben Seattle-ben.

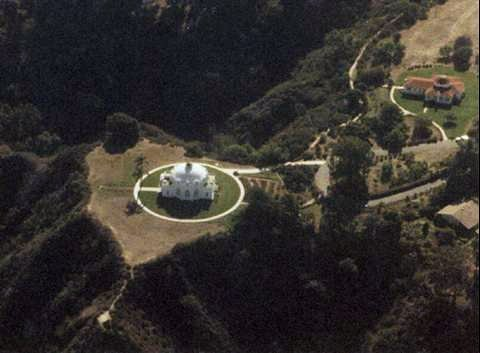
Spirituális Gyógyulás Temploma, Mount Ecclesia, Oceanside, Kalifornia

## Történet
Az alapító, Max Heindel - az akkor még teozófus - Rudolf Steiner (1861–1925) tanítványa volt Németországban. Steiner - csak egy belső körnek szánt, kvázi "titkos" - tanításait publikálta és rózsakeresztességként kezdte tanítani. Saját eredetmítosza szerint azonban ún. Idősebb Testvérektől kapott beavatást Csehország és Németország határvidékén és ennek nyomán írta meg és adta ki 1909 novemberében első művét, a "The Rosicrucian Cosmo-Conception"-t. Amerikai előadói tevékenységét 1908-ban kezdte meg New Yorkban, majd Buffaloba költözött és végül magát a szervezetet 1909. augusztus 8-án alapította meg Seattle-ben. Az oceansidei templomot 1911. október 28-án nyitották meg az általuk elnevezett Mount Ecclesia nevű helyen, mely ma is a szervezet központja.

## Működésük, tanításaik
Az alapító és a szervezet célja, hogy "a Vízöntő Kor hírnöke", illetve "a valódi rózsakeresztes filozófia hirdetője" legyen. Sosem állították magukról, hogy a történelmi rózsakeresztesek leszármazottjai lennének és nem őriznek korabeli dokumentumokat.
A tanításaik nagymértékben merítenek a teozófiából, valamint Steiner tanításaiból. Tanításaiknak nem része a klasszikus asztrológia, hanem saját asztrológiai koncepciójuk van (Házak és efemeridák rózsakeresztes táblái, más néven a Rózsakereszt Sugarai), mely nem illeszkedik a hagyományos tanokhoz. Nem tanítanak emellett sem teurgiát, sem gnoszticizmust, sem Kabbalát, sem pedig hermetizmust. Hirdetik a "Második Eljövetel"-t, melyet elő lehet mozdítani a nyugati ember lelki adottságai révén, és hogy ez az esemény valójában az igazi és eredeti Rózsakeresztes Rend eljövetelét jelenti.
A Rózsakeresztes Közösség spirituális gyógyító szolgálatot működtet, valamint postai úton terjeszt tagjainak írásokat ezoterikus kereszténység, filozófia, "spirituális asztrológia", valamint Biblia-magyarázat témakörökben.
A szervezet sohasem működött páholy-rendszerben, hanem önálló gyülekezetekbe szerveződik és inkább vallásos, mint Rend-jellegű. Érdekesség, hogy nem fogadnak be hipnotizőröket, jövendőmondókat és praktizáló asztrológusokat.

## Lásd még
- A Rosicrucian Fellowship weboldala